# Rob Woodall
William Robert Woodall III, detto Rob (Athens, 11 febbraio 1970), è un politico statunitense, membro della Camera dei Rappresentanti per lo stato della Georgia dal 2011 al 2021.

## Biografia
Nato e cresciuto in Georgia, Woodall si iscrisse alla facoltà di legge, ma nel 1994 interruppe gli studi per andare a lavorare come collaboratore del neoeletto deputato John Linder. In seguito Woodall si laureò nel 1998, ma continuò a lavorare per Linder, ottenendo anche il posto di capo del suo staff.
Quando nel 2010 Linder decise di ritirarsi, Woodall si candidò per il suo seggio come membro del Partito Repubblicano e venne eletto. Fu poi riconfermato nelle elezioni successive.